# Dichagyris melanura
Dichagyris melanura là một loài bướm đêm thuộc họ Noctuidae. Nó được tìm thấy ở tây nam châu Âu to Thổ Nhĩ Kỳ, vùng Kavkaz, phía bắc Iran, Israel, Syria và Jordan.
Con trưởng thành bay từ tháng 5 đến tháng 7. Có một lứa một năm.

## Phụ loài
- Dichagyris melanura melanura (Yugoslavia)
- Dichagyris melanura albida (the shores of Black Sea in Romania và Bulgaria))
- Dichagyris melanura dufayi (Hy Lạp)
- Dichagyris melanura vera (Turkestan, Caucasus, Armenia, Thổ Nhĩ Kỳ, Syria, Liban, Iraq, Iran)
- Dichagyris melanura roseotincta (Israel)